# NGC 795
NGC 795 ist eine Elliptische Galaxie vom Hubble-Typ E/S0 im Sternbild Eridanus am Südsternhimmel. Sie ist schätzungsweise 255 Millionen Lichtjahre von der Milchstraße entfernt und hat einen Durchmesser von etwa 95.000 Lichtjahren.
Das Objekt wurde am 27. Oktober 1834 von dem britischen Astronomen John Herschel entdeckt.